# Iaspis temesa
Iaspis temesa är en fjärilsart som beskrevs av William Chapman Hewitson 1868. Iaspis temesa ingår i släktet Iaspis och familjen juvelvingar. Inga underarter finns listade i Catalogue of Life.

## Bildgalleri

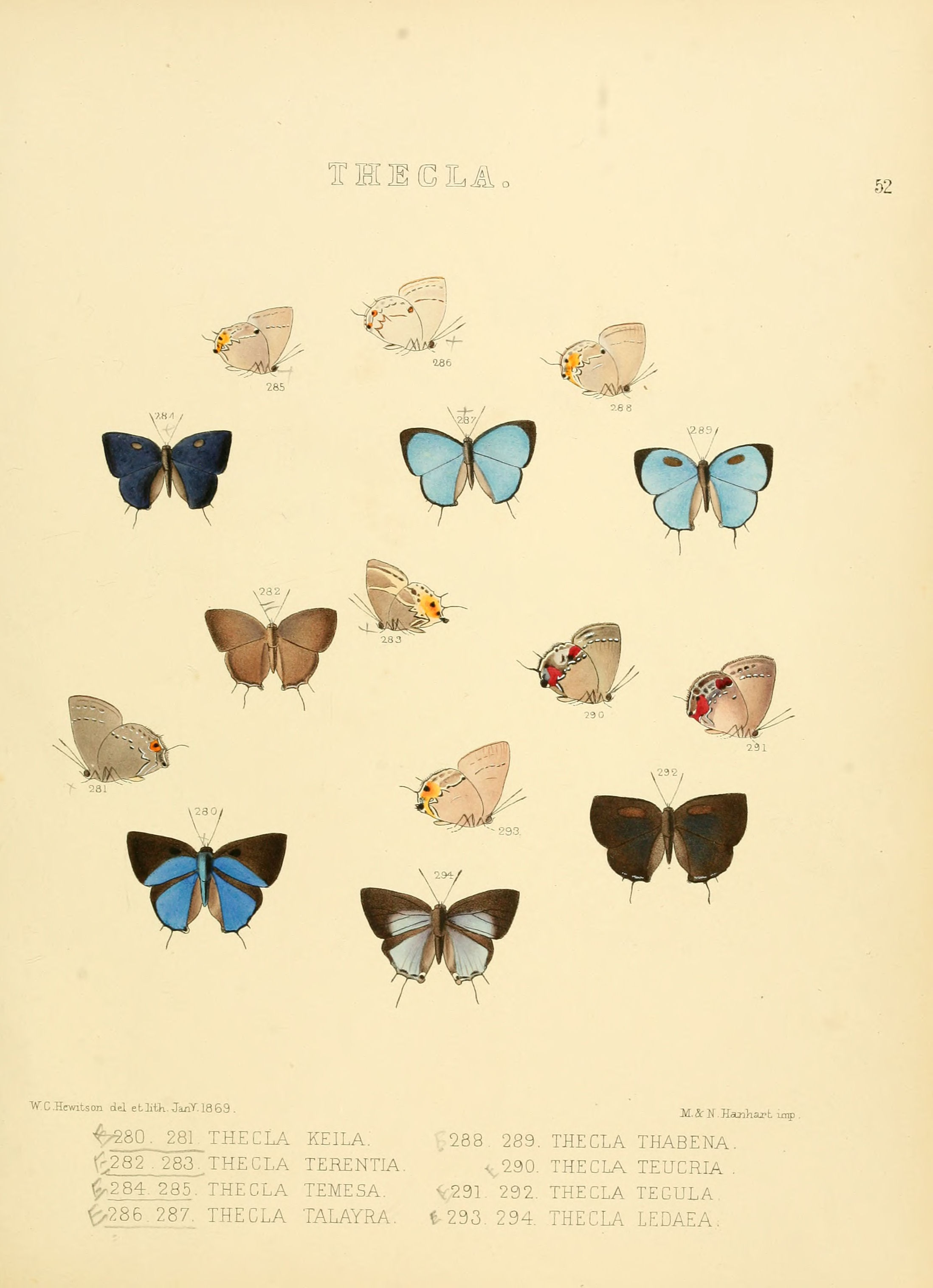